# Епархия Параньяке
Епархия Параньяке (лат. Dioecesis Paranaquensis) — епархия Римско-Католической церкви с центром в городе Параньяке, Филиппины. Епархия Тагума распространяет свою юрисдикцию на города Параньяке, Лас-Пиньяс и Мунтинлупа столичного региона. Епархия Параньяке входит в митрополию Манилы. Кафедральным собором епархии Параньяке является церковь святого Андрея.

## История
7 декабря 2002 года Римский папа Иоанн Павел II издал буллу Ad efficacius providendum, которой учредил епархию Параньяке, выделив её из архиепархии Манилы.

## Ординарии епархии
- епископ Jesse Eugenio Mercado (7.12.2002 - по настоящее время).

## Источник
- Annuario Pontificio, Libreria Editrice Vaticana, Città del Vaticano, 2003, ISBN 88-209-7422-3
- Булла Ad efficacius providendum  (лат.)